# The Kingdom of Steel
A The Kingdom of Steel az amerikai Manowar 1998-ban megjelent negyedik válogatáslemeze. 1999. február 2-án adta ki az MCA Records.

## Számlista
1. "Manowar"
2. "Blood of my Enemies"
3. "Kill With Power"
4. "Sign of the Hammer"
5. "Courage"
6. "Fighting the World"
7. "Kings of Metal"
8. "Metal Warriors"
9. "Heart of Steel"
10. "Number One"
11. "The Gods Made Heavy Metal"
12. "Hail and Kill"
13. "Warlord"
14. "The Power"
15. "Battle Hymn"
16. "The Crown and the Ring"

## Külső hivatkozások
- http://www.billboard.com/bbcom/discography/index.jsp?pid=11228&aid=335813[halott link]